# Szklarnia (Beskid Wyspowy)
Szklarnia (586 m) – niewielkie wzniesienie w Beskidzie Wyspowym. Znajduje się pomiędzy Przełęczą Wielkie Drogi oddzielającą go od Wierzbanowskiej Góry (770 m) a Dzielcem (650 m). Wznosi się nad miejscowościami Kasina Wielka i Przenosza. Wierzchołek Szklarni jest zalesiony, ale dolne części stoków południowych i północnych są bezleśne, zajęte przez pola uprawne tych miejscowości. Po zachodniej stronie Szklarni, przez przełęcz Wielkie Drogi poprowadzono drogę wojewódzką nr 964, po stronie wschodniej odchodzącą od niej lokalną drogę do Skrzydlnej.

## Szlaki turystyki pieszej
czerwony: Myślenice – Pasmo Lubomira i Łysiny – Przełęcz Jaworzyce – Wierzbanowska Góra – przełęcz Wielkie Drogi – Szklarnia – Kasina Wielka. Czas przejścia całej trasy ok. 8:15 godz (w drugą stronę 7 h).